# Küçükçınar, Sumbas
Küçükçınar là một xã thuộc huyện Sumbas, tỉnh Osmaniye, Thổ Nhĩ Kỳ. Dân số thời điểm năm 2010 là 289 người.